# 克盧文哈根湖

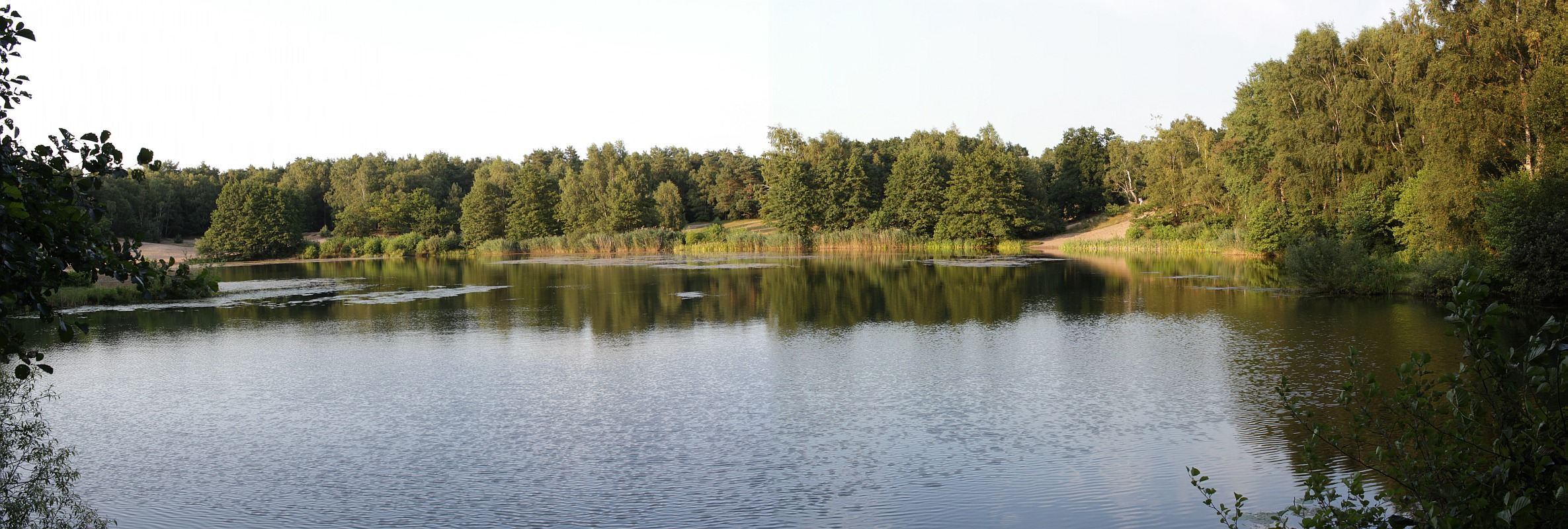

52°58′59″N 9°08′37″E / 52.983093°N 9.143736°E
克盧文哈根湖（德語：Cluvenhagener See），是德國的湖泊，位於該國西北部，由下薩克森州負責管轄，處於韋爾登縣，該湖泊長0.2公里、寬0.2公里，面積0.03平方公里。